# Aleksandr Kokorin
Aleksandr Aleksandrovič Kokorin (in russo Александр Александрович Кокорин?; Valujki, 19 marzo 1991) è un calciatore russo, attaccante dell'Arīs Limassol.

## Biografia

### Vita privata
Nato col cognome Kartashov, ha cambiato poi il suo cognome in Kokorin a seguito del secondo matrimonio della madre, prendendo così il cognome del patrigno.

### Controversie
Il 17 dicembre 2014 sono state pubblicate da un tabloid russo delle foto che ritraevano il giocatore in compagnia di due spogliarelliste. Queste immagini hanno suscitato forti critiche, dal momento che Kokorin all'epoca era fidanzato.
Il 5 luglio 2016, a seguito dell'eliminazione della sua nazionale dagli Europei giocati in Francia, sono stati pubblicati dei video che ritraevano Kokorin e il compagno di nazionale Pavel Mamaev in una discoteca di Montecarlo. Per questo motivo è stato multato di 250.000 euro dallo Zenit e relegato temporaneamente nella squadra delle riserve.
Il 9 ottobre 2018 è stato arrestato, ancora una volta insieme a Pavel Mamaev, per aver aggredito un funzionario pubblico in un ristorante a Mosca. I filmati delle telecamere di sicurezza del ristorante hanno ritratto i due giocatori mentre tiravano una sedia addosso all'uomo apostrofandolo con insulti razzisti. Nonostante quanto accaduto, i due non si sono presentati all'interrogatorio. Poche ore prima i due giocatori avevano inoltre aggredito un autista di Pervyj kanal, che ha subito danni cerebrali, una frattura al naso e diverse escoriazioni al viso. In seguito all'arresto i due giocatori hanno presentato ricorso ma sono rimasti incarcerati per due mesi in attesa di una sentenza definitiva. L'8 maggio 2019 è stato condannato in via definitiva a 1 anno e 6 mesi di carcere, venendo rinchiuso nella struttura di Belgorod; considerando il tempo già trascorso in detenzione preventiva, il giocatore doveva essere rilasciato il 14 dicembre 2019 ma il 17 settembre 2019 è uscito di prigione e ha firmato un contratto con lo Zenit.

## Caratteristiche tecniche
Kokorin è un attaccante di movimento, che dà il meglio di sé giocando dietro una punta di peso, ma che può giocare anche come ala destra. Dotato di grande tecnica, agilità e atletismo, risulta molto abile nel gioco palla a terra e nello stretto grazie alla sua notevole velocità. Giocatore di classe, è in possesso di notevole agilità e fiuto per il gol, oltre a essere un buon assist-man. Dispone anche di un'ottima prestanza fisica oltre a essere abile a giocare fronte e spalle alla porta.

## Carriera

### Club

#### Gli inizi alla Lokomotiv Mosca, il passaggio alla Dinamo Mosca
Aleksandr muove i primi passi in un piccolo paese russo, Valujki, vicino al confine con l'Ucraina, sotto la supervisione di suo padre. Fin da bambino gli viene imposto di praticare boxe insieme al calcio. All'età di 9 anni Aleksandr parte per la capitale russa per sostenere un provino per lo Spartak (con la società capitolina a cui è stato segnalato Kokorin dall'insegnante di educazione fisica del villaggio vicino al suo), il provino va bene ma la società dice che è ancora troppo presto per inserirlo nel proprio settore giovanile. La Lokomotiv, l'altra squadra moscovita, decide di ingaggiare Kokorin, nonostante Kokorin avesse 3 anni in meno rispetto agli standard del club (14). Lì Kokorin trascorre otto anni, durante i quali vince ripetutamente le classifiche cannonieri delle varie categorie.

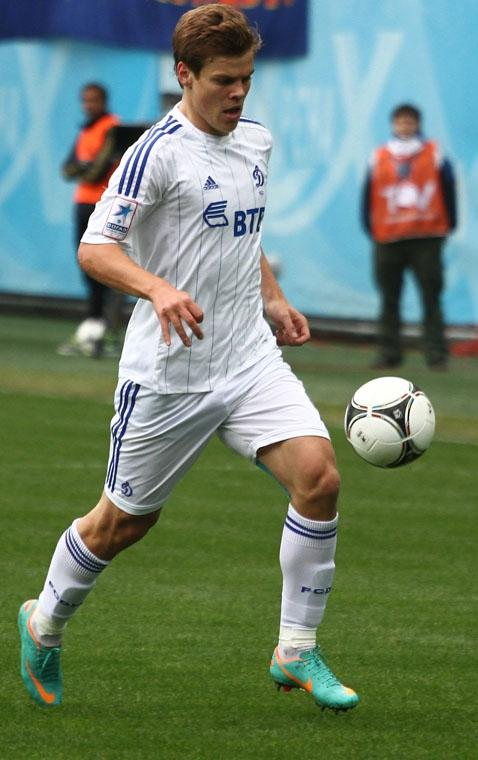
Kokorin in azione alla Dinamo Mosca nel 2012

Nel gennaio del 2008 si trasferisce alla Dinamo Mosca, firma un contratto triennale. Il suo esordio in una partita ufficiale arriva nella 24ª giornata della Premier Liga, l'attaccante ancora diciassettenne segna la rete decisiva nella partita contro il Saturn, finita 2-1, diventando il più giovane giocatore a segnare un gol per Dinamo nella Premier League russa (17 anni 199 giorni). Ha segnato il gol decisivo nel match vinto 1-0 ai danni della Lokomotiv Mosca alla sua seconda apparizione da titolare il 3 novembre 2008. Si ripeterà un mese più tardi, proprio contro la Lokomotiv, rete che decreterà il successo dei suoi nuovi compagni di squadra.
Il 29 luglio del 2009, ha segnato il gol della vittoria per 1-0 contro il Celtic nella gara di andata del terzo turno preliminare della UEFA Champions League a Glasgow. Il 2010 è un anno critico dato che non trova il gol e riceve numerose critiche dalla stampa russa e dai suoi tifosi.
Il 4 luglio 2013 passa inizialmente all'Anzhi in cambio di 19 milioni di euro, ma, a causa del ridimensionamento economico in corso nella società del Daghestan, il successivo 15 agosto ritorna alla Dinamo Mosca per la medesima cifra.

#### Zenit San Pietroburgo, il prestito al Soči
Dopo qualche stagione non felice, passata più tra bassi che alti, il 30 gennaio 2016 si trasferisce allo Zenit San Pietroburgo per provare a riscattarsi. Trova la prima presenza nella partita Benfica-Zenit, valida per l'andata degli ottavi di finale di Champions League, finita 1-0 per i portoghesi. Il 2 maggio 2016 conquista la Coppa di Russia 2015-2016, il suo primo trofeo in carriera, siglando anche uno dei 4 goal con cui lo Zenit sconfigge il CSKA Mosca. Il 24 agosto 2017 consente allo Zenit di qualificarsi all'Europa League segnando una doppietta nel preliminare vinto 2-0 contro gli olandesi dell'Utrecht, consentendo ai russi di rimontare la sconfitta dell'andata (1-0). Nel marzo 2018 durante la partita di UEFA Europa League contro il RB Lipsia, riporta un grave infortunio subendo la distorsione con rottura dei legamenti del ginocchio destro, costringendolo tuttavia a uno stop forzato di almeno sei mesi e di conseguenza a saltare così il mondiale in Russia. In questa stagione ha segnato 19 reti in 35 partite tra campionato e coppe, vivendo il picco nella sua avventura con il club.
Dopo essere rimasto fuori per quasi tutta la stagione 2018-2019 per via della detenzione in carcere (con lo Zenit che si è dissociato con un duro comunicato dai suoi comportamenti), il 17 settembre 2019 prolunga il suo contratto con lo Zenit sino al 2020.
Il 22 gennaio 2020 il Professional'nyj Futbol'nyj Klub Soči, attraverso i propri canali ufficiali di informazione, ha annunciato di aver raggiunto l’accordo per l’arrivo del calciatore. L’attaccante è stato prelevato dallo Zenit San Pietroburgo con la formula del prestito fino al termine della stagione. Alla sua prima presenza stagionale dopo più di un anno, gioca per l'intera gara e segna il gol del momentaneo pareggio per la sua squadra. L'11 marzo, nella partita vinta contro l'Orenburg sigla la sua prima doppietta con la maglia del Soči, dimostrandosi decisivo per la squadra in lotta per non retrocedere. Il 19 giugno alla ripresa del campionato russo dopo lo stop prolungato causato dalla pandemia di COVID-19, realizza la sua prima tripletta in campionato nella controversa partita vinta 10-1 contro l'FK Rostov (squadra che era decimata da sei positività al COVID-19). Il 1º luglio, su calcio di rigore trasformato al secondo minuto di recupero, regala il pari alla sua squadra nella partita contro il Futbol'nyj Klub Dinamo Moskva, club che lo lanciò nel grande calcio russo 12 anni prima. Concluderà la sua esperienza con il Soči con un bottino di 7 reti e 2 assist in 10 partite, riuscendo a salvare la squadra da una retrocessione quasi certa prima del suo arrivo.

#### L'approdo allo Spartak Mosca
Conclusa la sua esperienza in prestito al Soči, il 2 agosto 2020 lo Spartak Mosca, con un comunicato ufficiale, annuncia il suo ingaggio con un accordo di tre anni, più uno di opzione, dopo essere rimasto svincolato dallo Zenit San Pietroburgo. Il 17 ottobre 2020, alla quarta presenza stagionale con la maglia dello Spartak, sigla la sua prima rete in campionato nella vittoria di 3-2 sul Futbol'nyj Klub Chimki.

#### Fiorentina e Arīs Limassol
Il 21 gennaio 2021 Kokorin trova l'accordo per trasferirsi alla Fiorentina, passando definitivamente ai viola sei giorni dopo a seguito del superamento delle visite mediche. Esordisce con i viola il 5 febbraio seguente in occasione della sconfitta per 0-2 contro l'Inter sostituendo Dušan Vlahović al 73', diventando il secondo russo a giocare per i toscani dopo Andrej Kančel'skis. Complice un infortunio non riesce a trovare spazio e conclude il primo anno in viola con appena 4 presenze.
Nella stagione successiva gioca la sua prima e unica partita da titolare in viola, in Coppa Italia, contro il Benevento, nella vittoria casalinga per 2-1. Tuttavia, continua a trovare poco spazio e viene escluso dai progetti viola nell'estate 2022 rimanendo fuori dalla prima lista per il campionato e da quella per il preliminare di Conference League. Il 31 agosto viene annunciata la sua cessione, a titolo temporaneo, all'Arīs Limassol.
A Cipro il giocatore trova spazio e diventa uno dei titolari fissi della squadra.
Miglior marcatore della propria squadra con 13 gol e assist, vince lo scudetto e, a fine stagione, viene inserito nella squadra ideale del campionato ottenendo contestualmente anche il trofeo di miglior giocatore del campionato 2022/2023 istituito dalla PASP, la Pancyprian Footballers Association.
Rientrato a Firenze, svolge la preparazione con il tecnico Vincenzo Italiano che, al contrario della stagione precedente, lo convoca nelle prime giornate di campionato e lo fa esordire in Conference League nel finale del play-off di ritorno contro il Rapid Vienna.
Il 5 settembre 2023 ritorna in prestito all'Arīs Limassol fino al termine della stagione. Dopo un'ottima stagione e avendo il contratto in scadenza con la società Viola, il 9 maggio 2024 annuncia che al termine del prestito avrebbe sottoscritto un contratto annuale fino al 30 giugno 2025 con i Verdi ciprioti.

### Nazionale
Kokorin entra a far parte dell'Under-21 nel 2009. Il debutto in nazionale avviene con un'amichevole contro la Grecia nel novembre 2011.
L'8 giugno 2012 esordisce agli Europei nella partita contro la Repubblica Ceca (4-1), subentrando all'84' ad Alan Dzagoev. Ha giocato due partite a UEFA Euro 2012 la Russia non è riuscita a passare la fase a gironi.
Ha segnato il suo primo gol in nazionale l'11 settembre 2012, nelle qualificazioni al Mondiale 2014 contro Israele, partita vinta per 4-0 nello stadio Ramat Gan.
Il 2 giugno 2014, è stato incluso nella lista della nazionale russa del Mondiale 2014, in cui ha segnato gol nell'ultimo incontro del girone pareggio per 1-1 con l'Algeria; tuttavia il suo gol è stato superfluo in quanto il pari finale ha sancito l'eliminazione dei russi a scapito dei nordafricani.
Kokorin ha segnato tre volte nelle qualificazioni all'Europeo 2016, stabilendo il posto della Russia a spese della Svezia (a cui ha segnato nel pareggio esterno in quel di Solna dell'11 ottobre 2014).
Viene convocato per gli Europei 2016 in Francia, in cui la Russia viene eliminata al primo turno con Kokorin che delude come tutta la squadra.
Successivamente non viene convocato per la Confederations Cup casalinga del 2017 per scelta tecnica dopo avere preso in giro il ct dei russi Stanislav Čerčesov, e neppure per i Mondiali (anch'essi giocati in Russia) del 2018 per infortunio.

## Statistiche

### Presenze e reti nei club
Statistiche aggiornate al 2 aprile 2025.
| Stagione             | Squadra               | Campionato           | Campionato | Campionato | Coppe nazionali | Coppe nazionali | Coppe nazionali | Coppe continentali | Coppe continentali | Coppe continentali | Altre coppe | Altre coppe | Altre coppe | Totale | Totale |
| Stagione             | Squadra               | Comp                 | Pres       | Reti       | Comp            | Pres            | Reti            | Comp               | Pres               | Reti               | Comp        | Pres        | Reti        | Pres   | Reti   |
| -------------------- | --------------------- | -------------------- | ---------- | ---------- | --------------- | --------------- | --------------- | ------------------ | ------------------ | ------------------ | ----------- | ----------- | ----------- | ------ | ------ |
| 2008                 | Dinamo Mosca          | PL                   | 7          | 2          | KR              | 2               | 0               | -                  | -                  | -                  | -           | -           | -           | 9      | 2      |
| 2009                 | Dinamo Mosca          | PL                   | 24         | 2          | KR              | 1               | 0               | UCL+UEL            | 2+2                | 1+0                | -           | -           | -           | 29     | 3      |
| 2010                 | Dinamo Mosca          | PL                   | 24         | 0          | KR              | 2               | 0               | -                  | -                  | -                  | -           | -           | -           | 26     | 0      |
| 2011-2012            | Dinamo Mosca          | PL                   | 37         | 5          | KR              | 4               | 2               | -                  | -                  | -                  | -           | -           | -           | 41     | 7      |
| 2012-2013            | Dinamo Mosca          | PL                   | 22         | 10         | KR              | 1               | 0               | UEL                | 3                  | 3                  | -           | -           | -           | 26     | 13     |
| 2013-2014            | Dinamo Mosca          | PL                   | 22         | 10         | KR              | 1               | 0               | -                  | -                  | -                  | -           | -           | -           | 23     | 10     |
| 2014-2015            | Dinamo Mosca          | PL                   | 27         | 8          | KR              | 1               | 0               | UEL                | 11                 | 2                  | -           | -           | -           | 39     | 10     |
| 2015-gen. 2016       | Dinamo Mosca          | PL                   | 8          | 4          | KR              | 2               | 1               | -                  | -                  | -                  | -           | -           | -           | 10     | 5      |
| Totale Dinamo Mosca  | Totale Dinamo Mosca   | Totale Dinamo Mosca  | 171        | 41         |                 | 14              | 3               |                    | 18                 | 6                  |             | -           | -           | 203    | 50     |
| gen.-giu. 2016       | Zenit San Pietroburgo | PL                   | 10         | 2          | KR              | 2               | 1               | UCL                | 2                  | 0                  | SR          | -           | -           | 14     | 3      |
| 2016-2017            | Zenit San Pietroburgo | PL                   | 27         | 5          | KR              | 2               | 1               | UEL                | 8                  | 4                  | SR          | 1           | 0           | 38     | 10     |
| 2017-2018            | Zenit San Pietroburgo | PL                   | 22         | 10         | KR              | 0               | 0               | UEL                | 13                 | 9                  | -           | -           | -           | 35     | 19     |
| 2018-2019            | Zenit San Pietroburgo | PL                   | 3          | 0          | KR              | 1               | 1               | UEL                | 1                  | 1                  | -           | -           | -           | 5      | 2      |
| 2019-gen. 2020       | Zenit San Pietroburgo | PL                   | 0          | 0          | KR              | 0               | 0               | UCL                | 0                  | 0                  | SR          | 0           | 0           | 0      | 0      |
| Totale Zenit         | Totale Zenit          | Totale Zenit         | 62         | 17         |                 | 5               | 3               |                    | 24                 | 14                 |             | 1           | 0           | 92     | 34     |
| gen.-ago. 2020       | Soči                  | PL                   | 10         | 7          | KR              | -               | -               | -                  | -                  | -                  | -           | -           | -           | 10     | 7      |
| 2020-gen. 2021       | Spartak Mosca         | PL                   | 8          | 2          | KR              | 2               | 0               | -                  | -                  | -                  | -           | -           | -           | 10     | 2      |
| gen.-giu. 2021       | Fiorentina            | A                    | 4          | 0          | CI              | -               | -               | -                  | -                  | -                  | -           | -           | -           | 4      | 0      |
| 2021-2022            | Fiorentina            | A                    | 6          | 0          | CI              | 1               | 0               | -                  | -                  | -                  | -           | -           | -           | 7      | 0      |
| 2022-2023            | Arīs Limassol         | A                    | 20+9       | 9+4        | CC              | 1               | 0               | -                  | -                  | -                  | -           | -           | -           | 30     | 13     |
| lug.-set. 2023       | Fiorentina            | A                    | 0          | 0          | CI              | -               | -               | UECL               | 1                  | 0                  | -           | -           | -           | 1      | 0      |
| Totale Fiorentina    | Totale Fiorentina     | Totale Fiorentina    | 10         | 0          |                 | 1               | 0               |                    | 1                  | 0                  |             | -           | -           | 12     | 0      |
| set. 2023-2024       | Arīs Limassol         | A                    | 18+6       | 6+1        | CC              | 3               | 0               | UEL                | 5                  | 2                  | SC          | -           | -           | 32     | 9      |
| 2024-2025            | Arīs Limassol         | A                    | 20+4       | 8          | CC              | 2               | 1               | -                  | -                  | -                  | -           | -           | -           | 26     | 9      |
| Totale Aris Limassol | Totale Aris Limassol  | Totale Aris Limassol | 58+19      | 23+5       |                 | 6               | 1               |                    | 5                  | 2                  |             | -           | -           | 88     | 31     |
| Totale carriera      | Totale carriera       | Totale carriera      | 338        | 95         |                 | 28              | 7               |                    | 48                 | 22                 |             | 1           | 0           | 415    | 124    |

### Cronologia presenze e reti in nazionale
| Cronologia completa delle presenze e delle reti in nazionale ― Russia | Cronologia completa delle presenze e delle reti in nazionale ― Russia | Cronologia completa delle presenze e delle reti in nazionale ― Russia | Cronologia completa delle presenze e delle reti in nazionale ― Russia | Cronologia completa delle presenze e delle reti in nazionale ― Russia | Cronologia completa delle presenze e delle reti in nazionale ― Russia | Cronologia completa delle presenze e delle reti in nazionale ― Russia | Cronologia completa delle presenze e delle reti in nazionale ― Russia |
| Data                                                                  | Città                                                                 | In casa                                                               | Risultato                                                             | Ospiti                                                                | Competizione                                                          | Reti                                                                  | Note                                                                  |
| --------------------------------------------------------------------- | --------------------------------------------------------------------- | --------------------------------------------------------------------- | --------------------------------------------------------------------- | --------------------------------------------------------------------- | --------------------------------------------------------------------- | --------------------------------------------------------------------- | --------------------------------------------------------------------- |
| 11-11-2011                                                            | Il Pireo                                                              | Grecia                                                                | 1 – 1                                                                 | Russia                                                                | Amichevole                                                            | -                                                                     | 46’                                                                   |
| 29-2-2012                                                             | Copenaghen                                                            | Danimarca                                                             | 0 – 2                                                                 | Russia                                                                | Amichevole                                                            | -                                                                     | 46’                                                                   |
| 25-5-2012                                                             | Mosca                                                                 | Russia                                                                | 1 – 1                                                                 | Uruguay                                                               | Amichevole                                                            | -                                                                     | 77’                                                                   |
| 29-5-2012                                                             | Nyon                                                                  | Lituania                                                              | 0 – 0                                                                 | Russia                                                                | Amichevole                                                            | -                                                                     | 46’                                                                   |
| 1-6-2012                                                              | Zurigo                                                                | Italia                                                                | 0 – 3                                                                 | Russia                                                                | Amichevole                                                            | -                                                                     | 85’                                                                   |
| 8-6-2012                                                              | Breslavia                                                             | Russia                                                                | 4 – 1                                                                 | Rep. Ceca                                                             | Euro 2012 - 1º turno                                                  | -                                                                     | 84’                                                                   |
| 15-8-2012                                                             | Mosca                                                                 | Russia                                                                | 1 – 1                                                                 | Costa d'Avorio                                                        | Amichevole                                                            | -                                                                     | 46’                                                                   |
| 7-09-2012                                                             | Mosca                                                                 | Russia                                                                | 2 – 0                                                                 | Irlanda del Nord                                                      | Qual. Mondiali 2014                                                   | -                                                                     | 58’                                                                   |
| 11-09-2012                                                            | Ramat Gan                                                             | Israele                                                               | 0 – 4                                                                 | Russia                                                                | Qual. Mondiali 2014                                                   | 1                                                                     | 78’                                                                   |
| 12-10-2012                                                            | Mosca                                                                 | Russia                                                                | 1 – 0                                                                 | Portogallo                                                            | Qual. Mondiali 2014                                                   | -                                                                     | 90’                                                                   |
| 16-10-2012                                                            | Mosca                                                                 | Russia                                                                | 1 – 0                                                                 | Azerbaigian                                                           | Qual. Mondiali 2014                                                   | -                                                                     |                                                                       |
| 14-11-2012                                                            | Krasnodar                                                             | Russia                                                                | 2 – 2                                                                 | Stati Uniti                                                           | Amichevole                                                            | -                                                                     | 52’ 67’                                                               |
| 25-03-2013                                                            | Londra                                                                | Russia                                                                | 1 – 1                                                                 | Brasile                                                               | Amichevole                                                            | -                                                                     | 46’                                                                   |
| 6-9-2013                                                              | Kazan'                                                                | Russia                                                                | 4 – 1                                                                 | Lussemburgo                                                           | Qual. Mondiali 2014                                                   | 2                                                                     | 46’                                                                   |
| 10-9-2013                                                             | San Pietroburgo                                                       | Russia                                                                | 3 – 1                                                                 | Israele                                                               | Qual. Mondiali 2014                                                   | 1                                                                     | 77’                                                                   |
| 11-10-2013                                                            | Luxembourg                                                            | Lussemburgo                                                           | 0 – 4                                                                 | Russia                                                                | Qual. Mondiali 2014                                                   | -                                                                     | 46’                                                                   |
| 15-10-2013                                                            | Baku                                                                  | Azerbaigian                                                           | 1 – 1                                                                 | Russia                                                                | Qual. Mondiali 2014                                                   | -                                                                     |                                                                       |
| 15-11-2013                                                            | Dubai                                                                 | Russia                                                                | 1 – 1                                                                 | Serbia                                                                | Amichevole                                                            | -                                                                     |                                                                       |
| 5-3-2014                                                              | Krasnodar                                                             | Russia                                                                | 2 – 0                                                                 | Armenia                                                               | Amichevole                                                            | 1                                                                     | 63’                                                                   |
| 26-5-2014                                                             | San Pietroburgo                                                       | Russia                                                                | 1 – 0                                                                 | Slovacchia                                                            | Amichevole                                                            | -                                                                     | 75’                                                                   |
| 31-5-2014                                                             | Oslo                                                                  | Norvegia                                                              | 1 – 1                                                                 | Russia                                                                | Amichevole                                                            | -                                                                     |                                                                       |
| 6-6-2014                                                              | Mosca                                                                 | Russia                                                                | 2 – 0                                                                 | Marocco                                                               | Amichevole                                                            | -                                                                     | 56’                                                                   |
| 18-6-2014                                                             | Cuiabá                                                                | Russia                                                                | 1 – 1                                                                 | Corea del Sud                                                         | Mondiali 2014 - 1º turno                                              | -                                                                     |                                                                       |
| 22-6-2014                                                             | Rio de Janeiro                                                        | Belgio                                                                | 1 – 0                                                                 | Russia                                                                | Mondiali 2014 - 1º turno                                              | -                                                                     |                                                                       |
| 26-6-2014                                                             | Curitiba                                                              | Algeria                                                               | 1 – 1                                                                 | Russia                                                                | Mondiali 2014 - 1º turno                                              | 1                                                                     |                                                                       |
| 8-9-2014                                                              | Chimki                                                                | Russia                                                                | 4 – 0                                                                 | Liechtenstein                                                         | Qual. Euro 2016                                                       | -                                                                     |                                                                       |
| 11-10-2014                                                            | Solna                                                                 | Svezia                                                                | 1 – 1                                                                 | Russia                                                                | Qual. Euro 2016                                                       | 1                                                                     |                                                                       |
| 15-11-2014                                                            | Vienna                                                                | Austria                                                               | 1 – 0                                                                 | Russia                                                                | Qual. Euro 2016                                                       | -                                                                     |                                                                       |
| 18-11-2014                                                            | Budapest                                                              | Ungheria                                                              | 1 – 2                                                                 | Russia                                                                | Amichevole                                                            | -                                                                     | 46’                                                                   |
| 27-3-2015                                                             | Podgorica                                                             | Montenegro                                                            | 0 – 3 tav                                                             | Russia                                                                | Qual. Euro 2016                                                       | -                                                                     | 66’                                                                   |
| 7-6-2015                                                              | Mosca                                                                 | Russia                                                                | 4 – 2                                                                 | Bielorussia                                                           | Amichevole                                                            | 1                                                                     | 61’                                                                   |
| 14-6-2015                                                             | Mosca                                                                 | Russia                                                                | 0 – 1                                                                 | Austria                                                               | Qual. Euro 2016                                                       | -                                                                     | 80’                                                                   |
| 5-9-2015                                                              | Mosca                                                                 | Russia                                                                | 1 – 0                                                                 | Svezia                                                                | Qual. Euro 2016                                                       | -                                                                     |                                                                       |
| 8-9-2015                                                              | Vaduz                                                                 | Liechtenstein                                                         | 0 – 7                                                                 | Russia                                                                | Qual. Euro 2016                                                       | 1                                                                     |                                                                       |
| 9-10-2015                                                             | Chișinău                                                              | Moldavia                                                              | 1 – 2                                                                 | Russia                                                                | Qual. Euro 2016                                                       | -                                                                     |                                                                       |
| 12-10-2015                                                            | Mosca                                                                 | Russia                                                                | 2 – 0                                                                 | Montenegro                                                            | Qual. Euro 2016                                                       | 1                                                                     |                                                                       |
| 29-3-2016                                                             | Parigi                                                                | Francia                                                               | 4 – 2                                                                 | Russia                                                                | Amichevole                                                            | 1                                                                     | 36’ 80’                                                               |
| 1-6-2016                                                              | Innsbruck                                                             | Rep. Ceca                                                             | 2 – 1                                                                 | Russia                                                                | Amichevole                                                            | 1                                                                     | 64’                                                                   |
| 5-6-2016                                                              | Monaco                                                                | Serbia                                                                | 1 – 1                                                                 | Russia                                                                | Amichevole                                                            | -                                                                     |                                                                       |
| 11-6-2016                                                             | Marsiglia                                                             | Inghilterra                                                           | 1 – 1                                                                 | Russia                                                                | Euro 2016 - 1º turno                                                  | -                                                                     |                                                                       |
| 15-6-2016                                                             | Lilla                                                                 | Russia                                                                | 1 – 2                                                                 | Slovacchia                                                            | Euro 2016 - 1º turno                                                  | -                                                                     | 75’                                                                   |
| 20-6-2016                                                             | Tolosa                                                                | Russia                                                                | 0 – 3                                                                 | Galles                                                                | Euro 2016 - 1º turno                                                  | -                                                                     |                                                                       |
| 10-11-2016                                                            | Doha                                                                  | Qatar                                                                 | 2 – 1                                                                 | Russia                                                                | Amichevole                                                            | -                                                                     |                                                                       |
| 15-11-2016                                                            | Groznyj                                                               | Russia                                                                | 1 – 0                                                                 | Romania                                                               | Amichevole                                                            | -                                                                     |                                                                       |
| 7-10-2017                                                             | Mosca                                                                 | Russia                                                                | 4 – 2                                                                 | Russia                                                                | Amichevole                                                            | -                                                                     |                                                                       |
| 10-10-2017                                                            | Kazan'                                                                | Russia                                                                | 1 – 1                                                                 | Iran                                                                  | Amichevole                                                            | -                                                                     |                                                                       |
| 11-11-2017                                                            | Mosca                                                                 | Russia                                                                | 0 – 1                                                                 | Argentina                                                             | Amichevole                                                            | -                                                                     | 82’                                                                   |
| 14-11-2017                                                            | San Pietroburgo                                                       | Russia                                                                | 3 – 3                                                                 | Spagna                                                                | Amichevole                                                            | -                                                                     | 62’                                                                   |
| Totale                                                                |                                                                       | Presenze                                                              | 48                                                                    |                                                                       | Reti                                                                  | 12                                                                    |                                                                       |

| Cronologia completa delle presenze e delle reti in nazionale ― Russia under 21 | Cronologia completa delle presenze e delle reti in nazionale ― Russia under 21 | Cronologia completa delle presenze e delle reti in nazionale ― Russia under 21 | Cronologia completa delle presenze e delle reti in nazionale ― Russia under 21 | Cronologia completa delle presenze e delle reti in nazionale ― Russia under 21 | Cronologia completa delle presenze e delle reti in nazionale ― Russia under 21 | Cronologia completa delle presenze e delle reti in nazionale ― Russia under 21 | Cronologia completa delle presenze e delle reti in nazionale ― Russia under 21 |
| Data                                                                           | Città                                                                          | In casa                                                                        | Risultato                                                                      | Ospiti                                                                         | Competizione                                                                   | Reti                                                                           | Note                                                                           |
| ------------------------------------------------------------------------------ | ------------------------------------------------------------------------------ | ------------------------------------------------------------------------------ | ------------------------------------------------------------------------------ | ------------------------------------------------------------------------------ | ------------------------------------------------------------------------------ | ------------------------------------------------------------------------------ | ------------------------------------------------------------------------------ |
| 11-2-2009                                                                      | -                                                                              | Bielorussia under 21                                                           | 3 – 1                                                                          | Russia under 21                                                                | Amichevole                                                                     | -                                                                              | 33’                                                                            |
| 1-4-2009                                                                       | Krasnodar                                                                      | Russia under 21                                                                | 4 – 0                                                                          | Andorra under 21                                                               | Qual. Europeo Under-21 2011                                                    | -                                                                              | 40’                                                                            |
| 9-6-2009                                                                       | Tórshavn                                                                       | Fær Øer under 21                                                               | 1 – 0                                                                          | Russia under 21                                                                | Qual. Europeo Under-21 2011                                                    | -                                                                              | 38’                                                                            |
| 5-9-2009                                                                       | Liepāja                                                                        | Lettonia under 21                                                              | 0 – 4                                                                          | Russia under 21                                                                | Qual. Europeo Under-21 2011                                                    | -                                                                              | 75’                                                                            |
| 8-9-2009                                                                       | Andorra la Vella                                                               | Andorra under 21                                                               | 0 – 4                                                                          | Russia under 21                                                                | Qual. Europeo Under-21 2011                                                    | -                                                                              | 51’                                                                            |
| 10-10-2009                                                                     | Mosca                                                                          | Russia under 21                                                                | 2 – 0                                                                          | Fær Øer under 21                                                               | Qual. Europeo Under-21 2011                                                    | -                                                                              | 84’                                                                            |
| 14-10-2009                                                                     | Mosca                                                                          | Russia under 21                                                                | 3 – 1                                                                          | Moldavia under 21                                                              | Qual. Europeo Under-21 2011                                                    | 2                                                                              |                                                                                |
| 14-11-2009                                                                     | Tiraspol                                                                       | Moldavia under 21                                                              | 0 – 3                                                                          | Russia under 21                                                                | Qual. Europeo Under-21 2011                                                    | -                                                                              |                                                                                |
| 16-11-2010                                                                     | Le Mans                                                                        | Francia under 21                                                               | 0 – 1                                                                          | Russia under 21                                                                | Amichevole                                                                     | -                                                                              | 90+1’                                                                          |
| 9-2-2011                                                                       | -                                                                              | Ucraina under 21                                                               | 0 – 3                                                                          | Russia under 21                                                                | Amichevole                                                                     | -                                                                              | 42’ 46’                                                                        |
| 26-3-2011                                                                      | Marbella                                                                       | Russia under 21                                                                | 7 – 3                                                                          | Guinea under 21                                                                | Amichevole                                                                     | 1                                                                              | 71’                                                                            |
| 29-3-2011                                                                      | Marbella                                                                       | Russia under 21                                                                | 8 – 0                                                                          | Azerbaigian under 21                                                           | Amichevole                                                                     | -                                                                              | 46’                                                                            |
| 13-4-2011                                                                      | Padova                                                                         | Italia under 21                                                                | 2 – 0                                                                          | Russia under 21                                                                | Amichevole                                                                     | -                                                                              |                                                                                |
| 5-6-2011                                                                       | Soria                                                                          | Spagna under 21                                                                | 1 – 1                                                                          | Russia under 21                                                                | Amichevole                                                                     | -                                                                              | 46’                                                                            |
| 10-8-2011                                                                      | Nižnij Novgorod                                                                | Russia under 21                                                                | 2 – 1                                                                          | Russia under 21                                                                | Amichevole                                                                     | -                                                                              |                                                                                |
| 6-9-2011                                                                       | -                                                                              | Polonia under 21                                                               | 0 – 2                                                                          | Russia under 21                                                                | Qual. Europeo Under-21 2013                                                    | 1                                                                              | 81’                                                                            |
| 7-10-2011                                                                      | Tiraspol                                                                       | Moldavia under 21                                                              | 0 – 6                                                                          | Russia under 21                                                                | Qual. Europeo Under-21 2013                                                    | 3                                                                              |                                                                                |
| 14-11-2011                                                                     | Mosca                                                                          | Russia under 21                                                                | 2 – 1                                                                          | Portogallo under 21                                                            | Qual. Europeo Under-21 2013                                                    | 1                                                                              |                                                                                |
| Totale                                                                         |                                                                                | Presenze                                                                       | 18                                                                             |                                                                                | Reti                                                                           | 8                                                                              |                                                                                |

## Palmarès

### Club

#### Competizioni nazionali
- Coppa di Russia: 1

Zenit S. Pietroburgo: 2015-2016
- Supercoppa di Russia: 1

Zenit S. Pietroburgo: 2016
- Campionato russo: 1

Zenit S. Pietroburgo: 2018-2019
- Campionato cipriota: 1

Arīs Limassol: 2022-2023

### Individuale

#### Competizioni nazionali
- PASP Football Awards: 1

2022-2023
- Squadra della stagione di A' Katīgoria: 1

2022-2023